# Русь (буксирный пароход)
«Русь» — мореходный ледокольный спасательный буксир, принимавший участие в Цусимском походе и сражении.

## Конструкция
- Водоизмещение 610 тонн
- Размерения: 51,83 x x 9,17 x 4,75×4,25 м.
- Две трёхцилиндровые паровые машины тройного расширения мощностью 1400 и. л. с.
- Два винта
- Скорость 13 узлов

## История
Буксирный пароход Roland был заложен на немецкой верфи Schömer & Jensen 10 февраля 1903 года и спущен на воду 9 апреля 1903 года. С 21 апреля 1903 года эксплуатировался гамбургской компанией Vereinigte Bugsir‑ & Frachtschiffahrts Ges. AG. Во время первого плавания отбуксировал трехмачтовое грузовое судно Dunsyre (2140 т) из Гамбурга в Кардифф и четырёхмачтовый барк Celticburn (2500 т) из Кардиффа в Гамбург.
8 июня 1904 года продан гамбургской компании Gläfcke & Hennings. 3 октября 1904 года приобретен Северным пароходным обществом, переименован в «Русь» и приписан к порту Либава.
В сентябре 1904 года, доставив судно в Либаву, часть немецкой команды (за исключением 10 человек) уволилась. На замену им были набраны 17 моряков торгового флота, уроженцы остзейских губерний, говорившие по-немецки. Также в экипаж включили четверых матросов Российского военного флота. На судне было два капитана: российский подданный Александр Пасвик и германский подданный Гуго Матц.
Буксир с вольнонаёмной командой был арендован Морским ведомством за 16 тысяч рублей в месяц и под командованием капитана 1-го разряда В. Перница включён в состав 2-й Тихоокеанской эскадры.
9 декабря 1904 года едва не погиб во время шторма у мыса Доброй надежды:

Почти одновременно с «Малайей» от эскадры отделился «Роланд». При десятиузловом ходе его накрывала попутная волна. И когда особенно высокий гребень вкатил к нему на корму, сразу залив палубу до высоты фальшборта, «Роланд» оказался на волосок от гибели. Машинное отделение через светлые люки залило на половину водой. Следующей такой же волны он не выдержал бы и как топор пошел бы на дно. Тогда командир, не теряя ни секунды, поспешил дать полный вперед и стал уходить от волны пятнадцатиузловым ходом, обгоняя эскадру.— Костенко В. П. На «Орле» в Цусиме
Во время Цусимского похода выполнял роль посыльного судна.
14 мая 1905 года, следуя в колонне транспортов, буксир попал под огонь противника и получил две подводных пробоины, в результате чего было затоплено кормовое отделение. Судно лишилось управления. При попытке приблизиться к колонне броненосцев «Русь» была протаранена транспортом «Анадырь», форштевень которого пробил угольные ямы у левого котла. Размеры пробоины не позволяли её заделать, и судно затонуло. По приказу капитана команда (за исключением двух матросов) пересела в единственный уцелевший металлический бот, причем 8 человек, которые туда не поместились, держались за бревна, которые бот тащил на буксире. Впоследствии моряков принял на борт буксир «Свирь», который доставил их в Шанхай.